# Antoine Court de Gébelin
Antoine Court de Gébelin (Nimes, Francuska, 25. siječnja 1725. – Pariz, Francuska, 12. svibnja 1784.), francuski pastor reformirane Crkve, učenjak, filolog, prozni pisac i okultist. Zalagao se za protestantizam i američku borbu za neovisnost.
Utjecao je na razvoj tehnike uporabe tarot karata u svrhu proricanja.

## Vanjske poveznice
- Encyclopedia Britannica (engl.)
- philosophe-inconnu.com  Arhivirana inačica izvorne stranice od 22. srpnja 2011. (Wayback Machine) (fr.)